# Klaus Schulze
Klaus Schulze (Berlino, 4 agosto 1947 – 26 aprile 2022) è stato un musicista e compositore tedesco.
Considerato tra i musicisti più rappresentativi della corrente krautrock, fu cofondatore degli Ash Ra Tempel insieme a Manuel Göttsching, e dei Tangerine Dream, da cui si staccò subito dopo il primo album per intraprendere la carriera da solista nel 1972.

## Biografia
Dopo aver studiato chitarra classica, suonato in alcuni gruppi skiffle berlinesi, e aver fondato il trio di musica beat degli Psy Free durante gli anni sessanta, incise il suo primissimo materiale da solista (in realtà soltanto demo), diventando anche membro dei Tangerine Dream e degli Ash Ra Tempel. Con le due formazioni suonò la batteria nei rispettivi esordi: Electronic Meditation (1970) dei primi e Ash Ra Tempel (1971) dei secondi.
La carriera solista di Schulze iniziò nel 1972 con Irrlicht, ambiziosa "sinfonia quadrifonica per orchestra e macchine elettroniche" arrangiato con apparecchiature analogiche, organo, chitarra e percussioni. L'album, caratterizzato da sonorità irrequiete e magniloquenti, ricevette giudizi molto positivi; la stampa specializzata lo reputò pietra miliare della nuova musica elettronica tedesca. Nello stesso anno Schulze tenne il suo primo concerto a Parigi.
Dopo essere tornato brevemente negli Ash Ra Tempel per pubblicare Join Inn nel 1973, il compositore pubblicò Cyborg nello stesso anno. Nonostante riprenda le atmosfere vagamente classiche e gotiche dell'esordio, l'album si distingue per composizioni più astratte e "fantascientifiche". Nello stesso periodo uscirono i tre dischi del progetto Cosmic Jokers (includenti fra gli altri il chitarrista degli Ash Ra Tempel Manuel Göttsching) e incide Picture Music (1973), con sonorità meno "sperimentali" e più ritmiche rispetto a quelle di Irrlicht e Cyborg.
Dopo Blackdance (1974), comprendente un brano accompagnato da una voce tenorile, Schulze pubblicò l'angoscioso Timewind (1975), dedicata al compositore Richard Wagner e ispirato alla musica sinfonica barocca. L'album ricevette il plauso della critica. Moondawn (1976) segnò l'inizio di una lunga collaborazione con il batterista Harald Grosskopf, Mirage (1977) è il suo primo album composto interamente con apparecchiature elettroniche mentre il seguente Body Love (1977) è la colonna sonora dell'omonimo film pornografico diretto da Lasse Braun. Nello stesso periodo, Schulze godette di un aumento di notorietà, iniziò una serie di concerti in Europa ed Asia, ed entrò in contatto con le due formazioni giapponesi dei Go, (includenti Stomu Yamash'ta, Steve Winwood, Michael Shrieve e Al Di Meola) e i Far East Family Band (comprendenti l'ancora sconosciuto Kitarō).
Nel 1978 il musicista compose "X", album contenente alcune suite drammatiche dedicate a grandi personaggi del passato, e fondò con Michael Haentjes la sua etichetta Innovative Communication, chiusa cinque anni più tardi per difficoltà economiche. Durante l'anno seguente pubblicò Dune, includente per la prima volta nella sua carriera un brano cantato (la voce è quella di Arthur Brown), e partecipò alle sessioni del primo album del progetto Richard Wahnfried, Time Actor. Della stessa formazione, della quale Schulze fu l'unico membro permanente, vennero successivamente pubblicati altri album, tutti stilisticamente differenti.
Il primo album in studio di Schulze uscito nel decennio seguente è lo sperimentale Dig It (1980), in cui adoperò, per la prima volta nella sua carriera, le tecnologie digitali. Nel 1983 aprì la nuova etichetta discografica Inteam che, come la precedente Innovative Communications, rimase attiva per poco tempo. Dopo Audentity (1983), probabilmente uno dei suoi album più accessibili, Schulze pubblicò una serie di titoli includenti Dziekuje Poland Live '83 (1984), contenente brani registrati durante un tour in Polonia, Inter*Face (1985), ed En=Trance (1987).
Il nuovo decennio vide uscire per primi Miditerranean Pads (1990) che, secondo le testimonianze, "conferma l'interesse di Schulze verso le nuove tecnologie MIDI e i campionatori", e The Dresden Performance (1990), un lungo album live registrato a Dresda. I seguenti Royal Festival Hall vol. 1 (1992), Royal Festival Hall vol. 2 (1992) e The Dome Event (1993) sono i suoi primi dischi a presentare riferimenti alla musica orientale.
Nel 1994 Schulze licenziò Silver Edition, il primo di una serie di cofanetti includenti inediti in studio e dal vivo; The Dark Side of the Moog, una collaborazione con Pete Namlook che inaugurò l'omonima serie; Totentag, la sua prima opera; e Das Wagner Desaster, includente il materiale tratto da due concerti tenuti nel 1994 a Parigi e Roma.
A cavallo fra la seconda metà degli anni novanta e i primi anni del nuovo millennio, Schulze ridusse la frequenza delle sue uscite in studio per concentrarsi sulla pubblicazione di antologie quali le due serie di Ballett e La Vie Electronique, contenenti brani tratti dai suoi box set. Nel 2008 e nel 2009 pubblicò Rheingold, Come Quietly e Dziękuję Bardzo: tre collaborazioni con la cantante Lisa Gerrard.
Klaus Schulze morì nel 2022 a 74 anni dopo una lunga malattia, lasciando la moglie e due figli.

## Stile musicale
Considerato uno dei pionieri e dei rappresentanti dello stile krautrock, Schulze è riconosciuto per essere stato un anticipatore di molti generi e stili della musica elettronica. Il suo stile fatto di "ritmi ipnotici e vortici tessiturali informi" è stato riassunto in poche parole da Piero Scaruffi: 
(Piero Scaruffi)

## Discografia

### Nei gruppi

#### Con i Tangerine Dream
- 1970 – Electronic Meditation

#### Con gli Ash Ra Tempel
- 1971 – Ash Ra Tempel
- 1975 – Join Inn

#### Con i Cosmic Jokers
- 1975 – The Cosmic Jokers

#### Con i Go
- 1976 – Go
- 1976 – Go Live From Paris (album dal vivo)
- 1977 – Go Too

#### Con i Din a Testbild
- 1980 – Programm 1
- 1981 – Programm 2
- 1983 – Programm 3
- 1989 – TV Junk And New Beat Funk (antologia)
- 1991 – Leipzig & Coca-Cola
- 1993 – Sex 'n Chaos
- 2007 – Programm 5
- 2010 – Programm 6
- 2017 – Programm 4

Con gli Alphaville 
- 1989 - The Breathtaking Blue